# 巴赫哈格尔
巴赫哈格尔是德国巴伐利亚州的一个市镇。总面积19.75平方公里，总人口2257人，其中男性1130人，女性1127人（2011年12月31日），人口密度114人/平方公里。